# Messages
Pour les articles homonymes, voir Messages (homonymie).
Pour les articles ayant des titres homophones, voir Message (homonymie).

Messages est une revue littéraire française. Cette publication fut, à partir de 1942, la principale revue de la « Résistance lyrique » préparée à Paris même durant l'Occupation. Dirigée de 1939 à 1946 par Jean Lescure, qui en a raconté en 1998 le parcours dans Poésie et Liberté, Histoire de Messages (Éditions de l’IMEC), elle publia les écrivains les plus importants de la littérature française du XXe siècle.

## Messages 1939

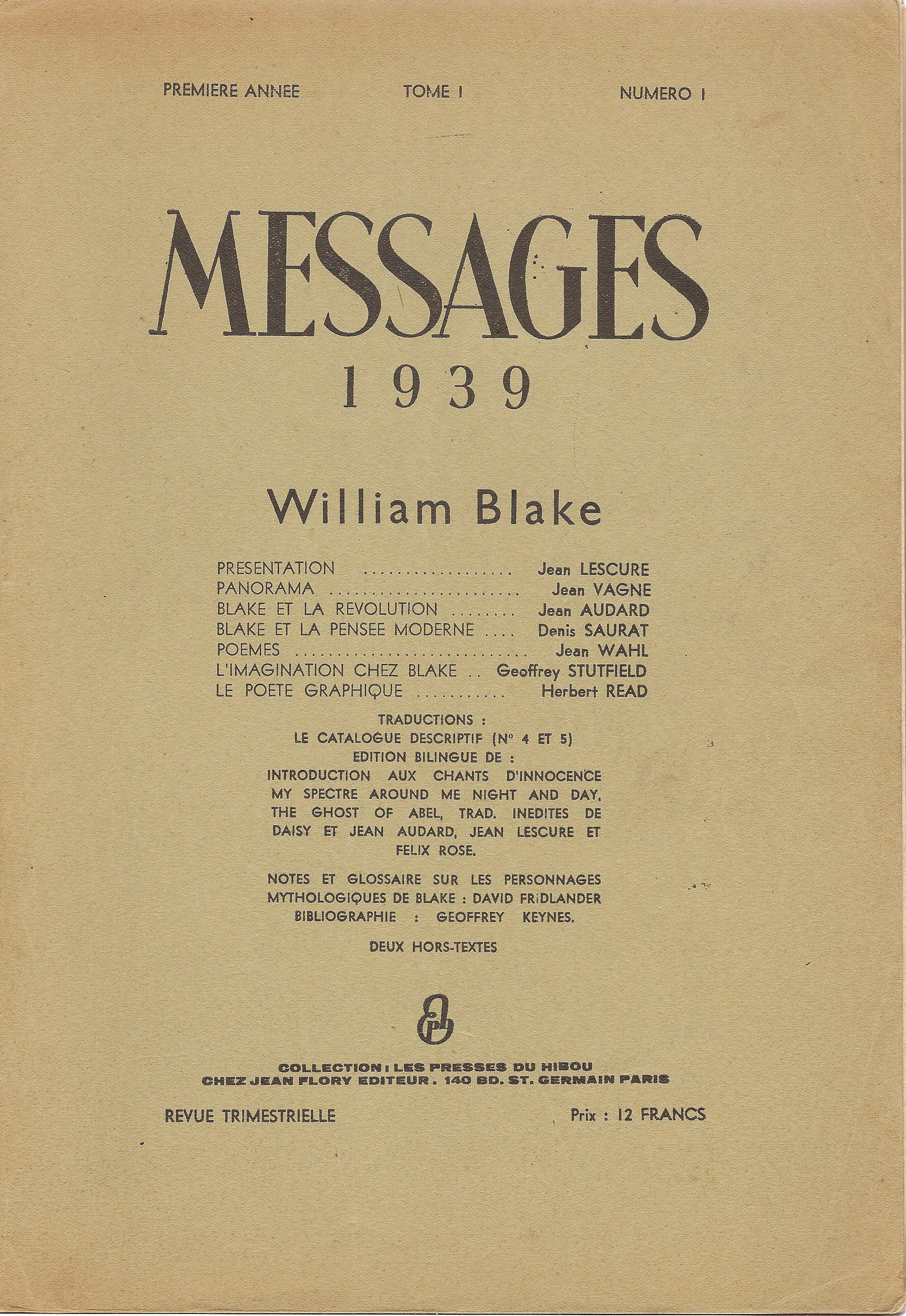
Messages 1939, numéro 1, William Blake.

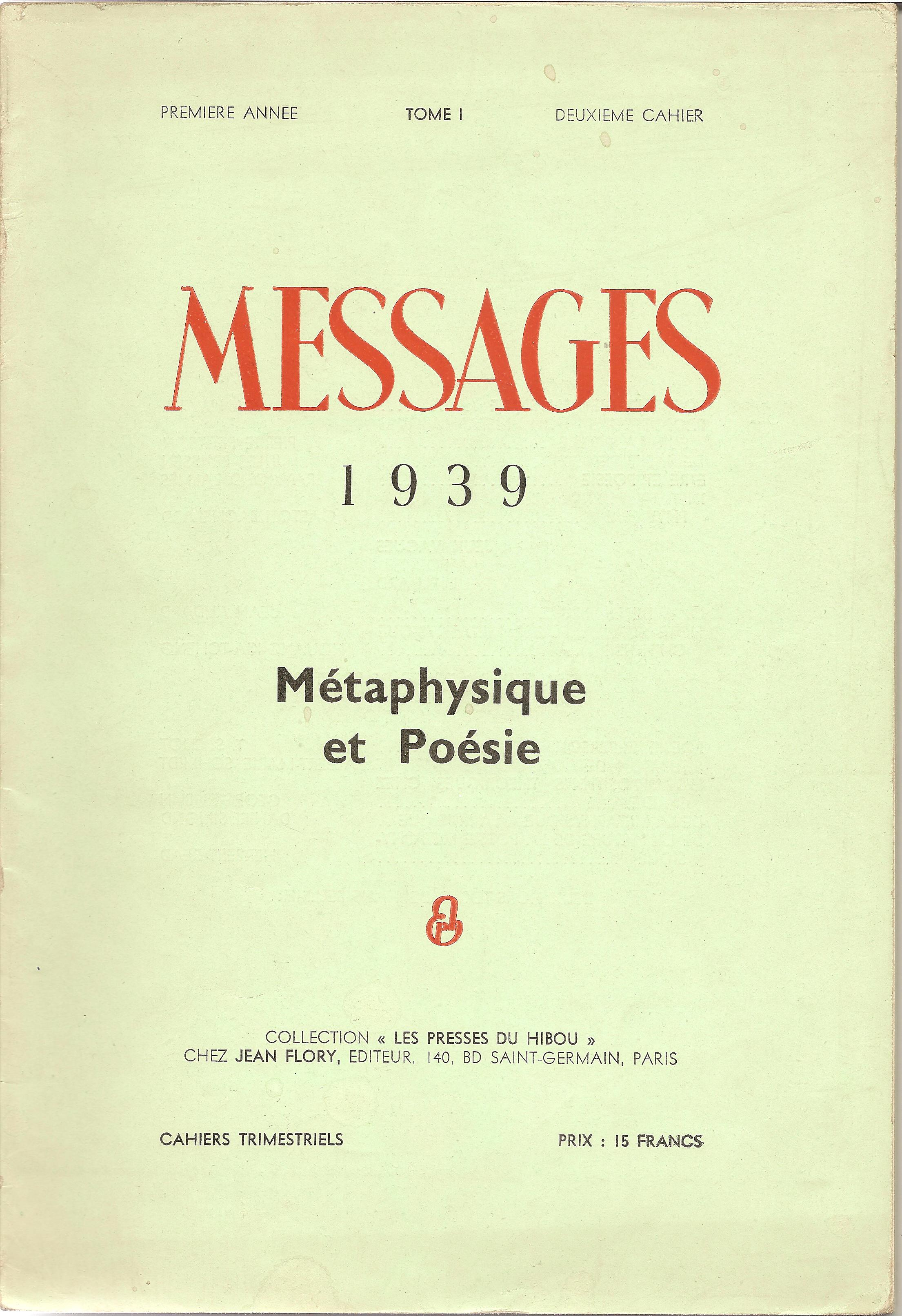
Messages 1939, deuxième cahier, Métaphysique et poésie.

En 1936 Jean Lescure, secrétaire de Giono élabore le projet et dirige les deux premiers numéros des « Cahiers du Contadour ». En 1937 son médecin, Jean Huet, lui ayant confié sa revue médicale Schémas, il la fait imprimer sur les « Presses du Hibou » par un jeune autrichien, Walter Uhl, et la loge chez Jean Flory à la Librairie Protestante du boulevard Saint-Germain. Walter Uhl finance simultanément une modeste revue, Messages, animée jusque-là par le poète André Silvaire, et demande alors à Lescure de la reprendre sous une forme nouvelle en la soutenant par une collection de plaquettes.
Souhaitant y joindre poésie et philosophie de la poésie, Jean Lescure prépare en 1938, aidé par ses amis Geoffrey Stutfield et Jean Vagne, rencontré au Contadour, un premier cahier de Messages qui paraît au printemps de 1939 sous le titre William Blake, avec des traductions, des études (notamment d'Herbert Read) et un poème, écrit sous le signe de Blake, du philosophe Jean Wahl. 
Dans un deuxième cahier, Métaphysique et poésie, composé avec l'aide de Jean Wahl, des études de Gaston Bachelard (« Instant poétique et métaphysique », texte qui va orienter sa réflexion vers l'imaginaire poétique) ou de Wahl côtoient des poèmes d'Éluard (repris en 1942 dans Le Livre ouvert) accompagnés de deux photographies de « La Poupée » de Hans Bellmer, ou de T. S. Eliot. 
La réalisation d'un troisième cahier, Tendances actuelles, avec des textes d'Albert Béguin, Éluard, Jean Grenier, Pierre Emmanuel, Pierre Jean Jouve, Pierre Reverdy, Rolland de Renéville, est interrompue par les évènements.

## Messages 1942

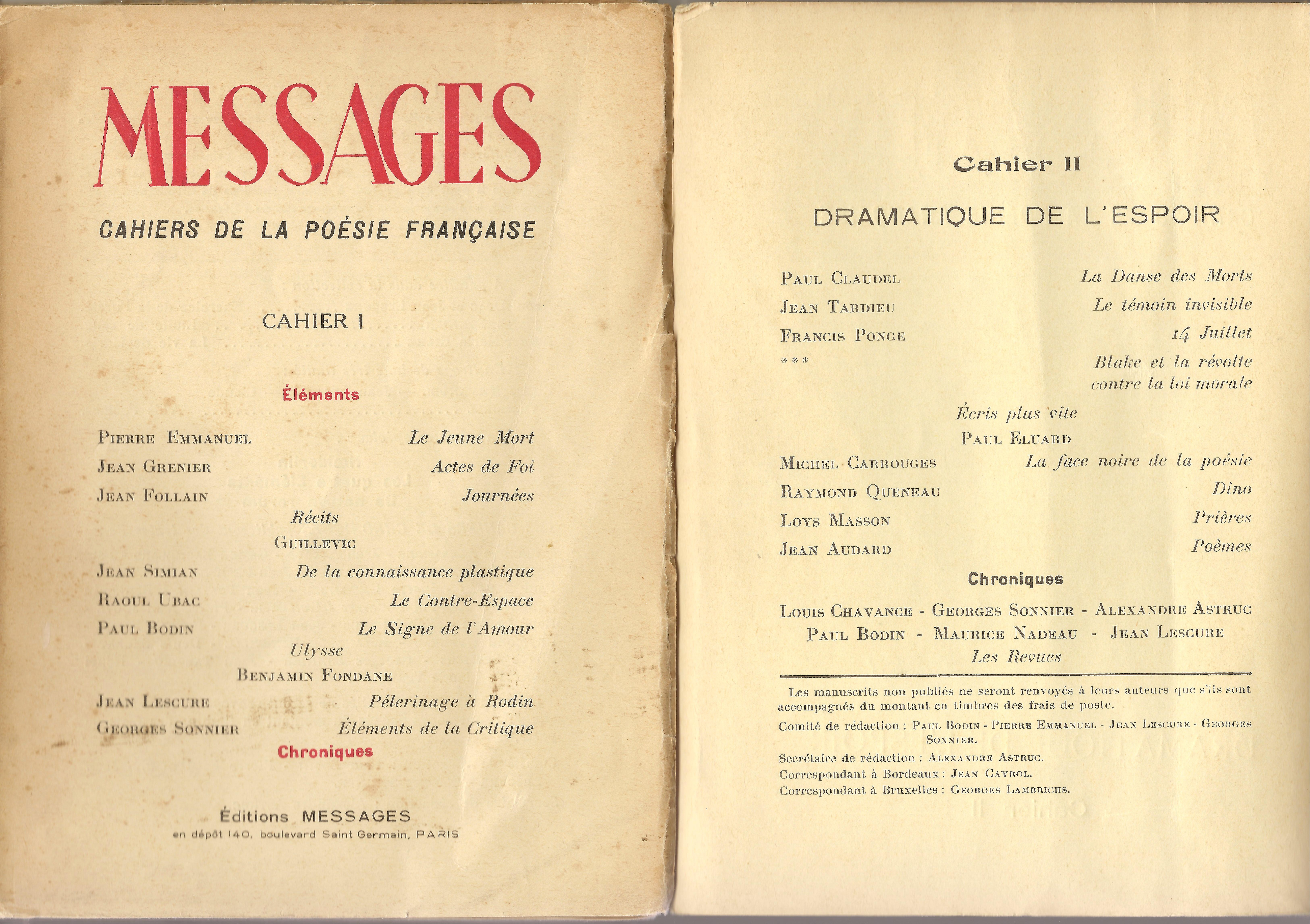
Couverture de Messages I et sommaire de Messages 2, 1942.

L'indignation devant la relance de la NRF par Drieu la Rochelle donne en 1941 à Jean Lescure un « mobile » pour reprendre la publication de Messages, l'engager dans la résistance littéraire et en faire une « anti-NRF ». Il songe ainsi un moment à l'intituler Cahiers de la Nouvelle Poésie Française, NPF, en en imitant le sigle et le dessin mais seul le sous-titre Cahiers de la poésie française demeurera. Jean Lescure expose alors son projet à Jean Paulhan qui le soutient aussitôt, tandis que, depuis la zone Sud, Pierre Emmanuel y adhère. Alexandre Astruc en assure rapidement le secrétariat. Quatre cahiers de Messages paraissent en 1942. 
Le premier, Éléments, préparé dès novembre 1941, rassemble en mars 1942 des textes de Pierre Emmanuel, Jean Grenier, Jean Follain (extraits de Canisy), Guillevic (extraits de Terraqué), Benjamin Fondane, mais aussi Raoul Ubac et Lescure lui-même. Comme dans les numéros suivants, des « chroniques » occupent un tiers du cahier, faisant écho aux revues non seulement de Paris mais, interdites en zone nord, celle du sud, de Lyon, d'Avignon (« Poésie 41 » de Pierre Seghers) ou d'Alger (« Fontaine » de Max-Pol Fouchet) et citant les poètes mis à l'index, tel Aragon. Sous le titre « Couleur du temps » des notules provocatrices prennent pour cibles Drieu La Rochelle, Cocteau, Abel Bonnard.
Le deuxième, Dramatique de l'espoir, est préparé en avril 1942. Pour ne pas être soumis à la censure, il se trouve antidaté. Le sommaire en est composé de textes de Paul Claudel, d'Éluard (partie de Poésie et Vérité 1942) et de Raymond Queneau (Dino), Jean Tardieu (extraits du Témoin invisible), Francis Ponge et Loys Masson. 

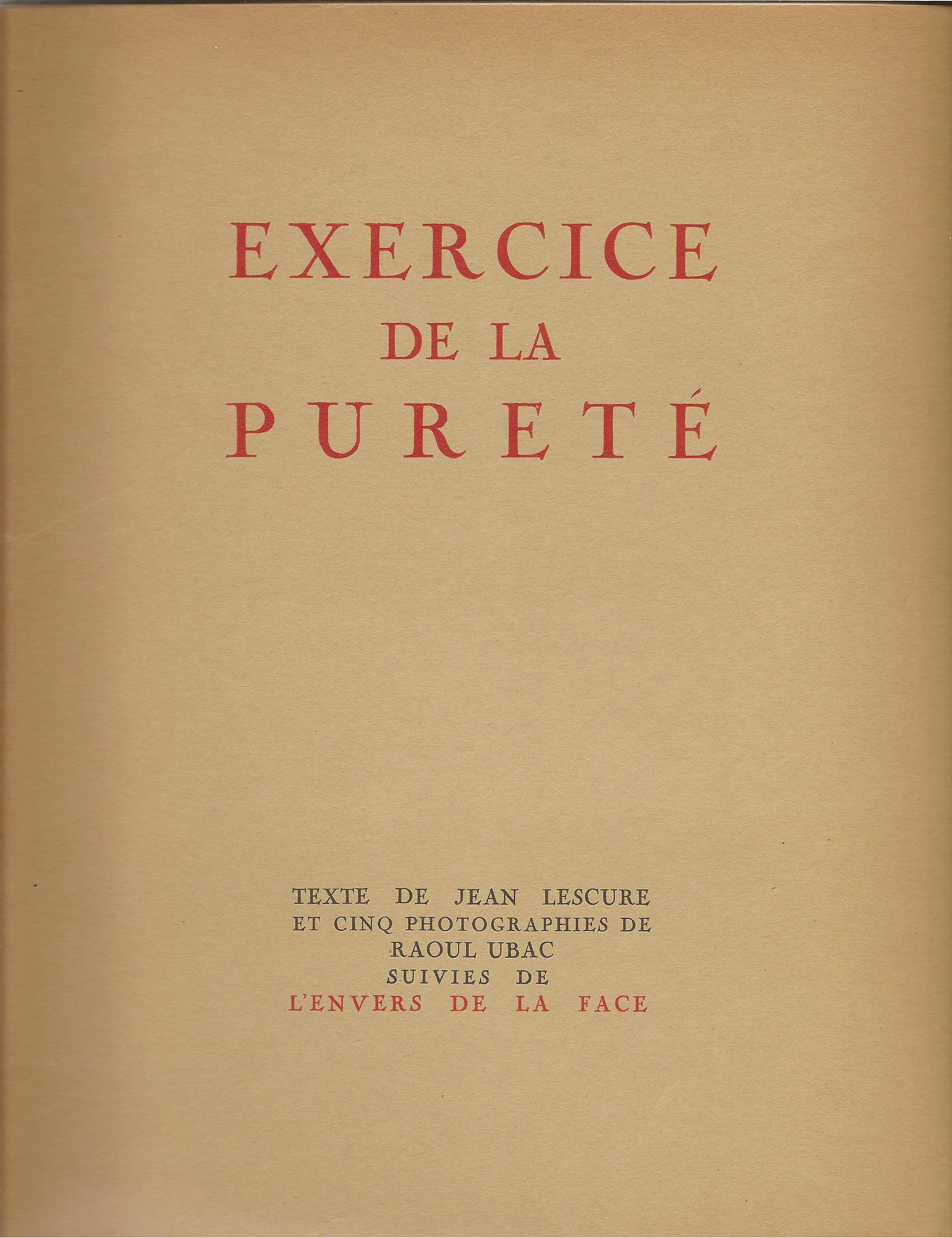
Exercice de la pureté, 1942.

Exercice de la pureté, troisième cahier réunissant un texte de Jean Lescure dédié à Éluard et au peintre Roger Chastel, des photographies et un texte de Raoul Ubac, paraît, de nouveau antidaté, durant l'été 1942. 
Pour contourner la censure, Exercice du silence, quatrième cahier daté de décembre, d'où par prudence le titre de Messages disparaît, est réalisé, avec l'aide d'Ubac et de Georges Lambrichs à Bruxelles, Librairie du Centre, Jean Annotiau. Imprimé sur les presses des anciennes imprimeries Van Gompel le 10 décembre 1942, il est tiré à 1200 exemplaires numérotés. Au-delà d'une lettre à Ancelle de Baudelaire, communiquée par Paulhan, et de lettres de Jarry, il contient notamment des poèmes inédits d'Éluard, des textes de Bachelard (La déclamation muette), Tardieu, Audisio, Queneau (L'Explication des métaphores), Lambrichs, Marcel Lecomte, Frénaud (extraits des Rois-Mages, qui seront publiés en 1944), Michel Leiris (douze poèmes extraits de Haut Mal écrits en 1939 et 1940), Lescure (extraits des Poèmes métaphysiques), Sartre (La Mort dans l'âme), Georges Bataille et Roger Gilbert-Lecomte. 
Bataille et Leiris, présent dans tous les cahiers suivants, ayant rejoint par Queneau les aînés de Messages, Bachelard, Éluard et Paulhan, on commence alors « à parler dans notre petit monde d'un groupe Messages. Sauf à Messages », écrira Lescure. Mais « ce qui nous réunissait admettait fort bien que ce qui nous différenciait soit ce qui nous séduisait le plus ». C'est alors qu'un tract, « Nom de Dieu! », rédigé en 1943 par les jeunes surréalistes de La Main à plume, dont Noël Arnaud et Jean-François Chabrun, et signé par Magritte, s'en prend à Messages, particulièrement à Bataille, qui se trouve traité de curé, Ubac et Éluard.

## Domaine Français, Messages 1943

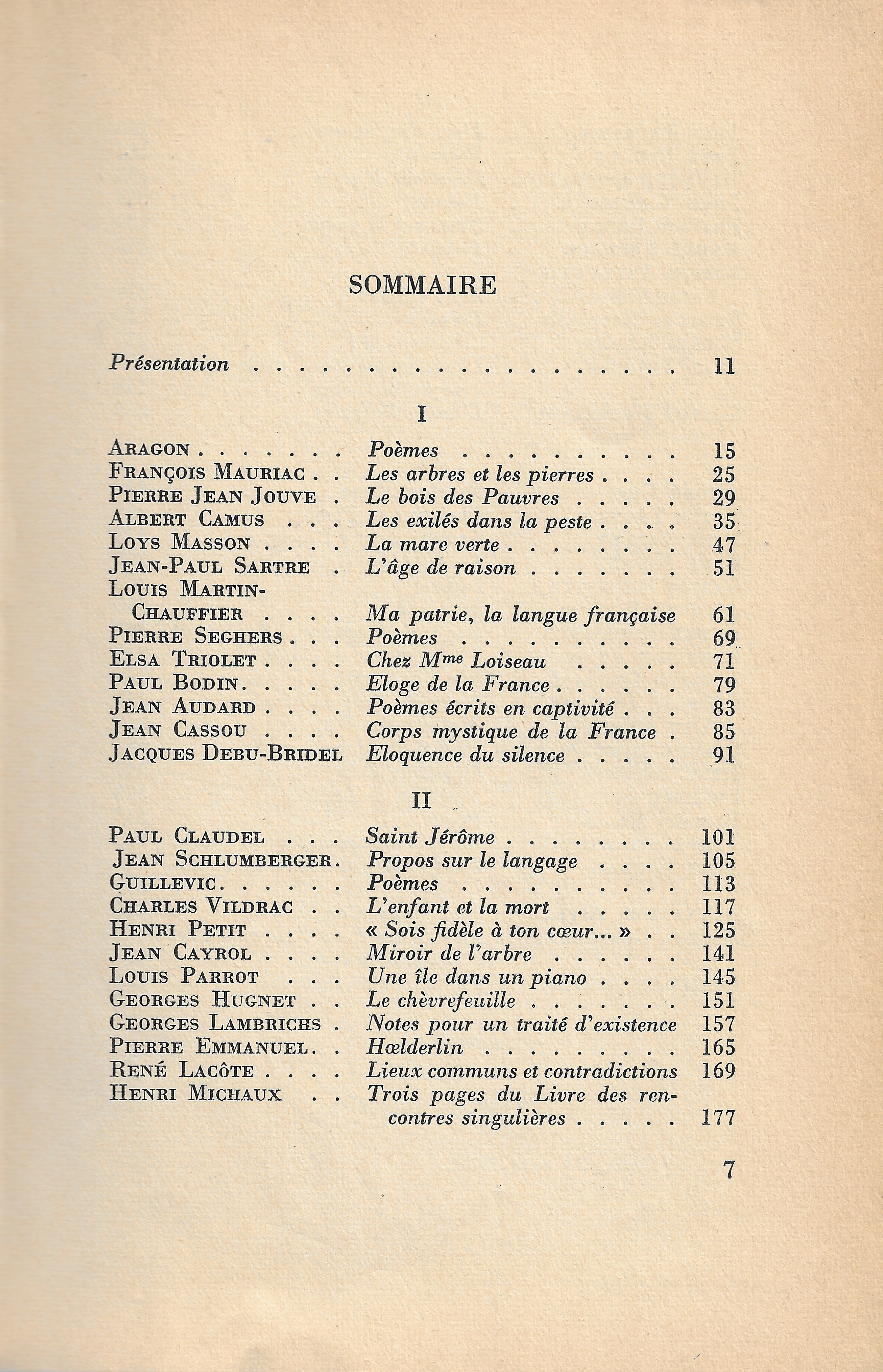
Domaine Français, sommaire

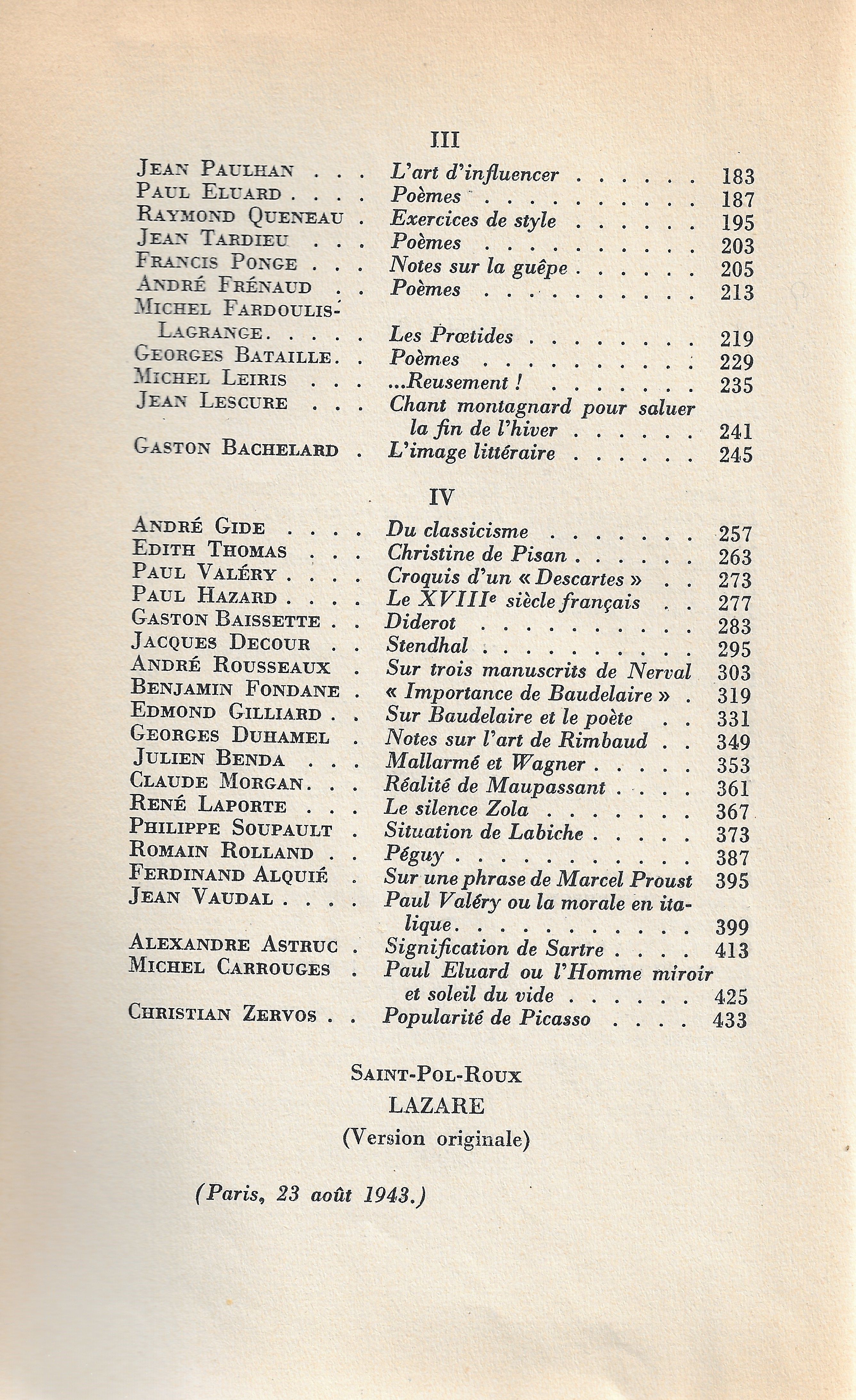
Domaine Français, sommaire, suite

Tandis que Lescure aide Éluard à rassembler les textes, signés de pseudonymes, de L'Honneur des poètes, imprimé clandestinement le 14 juillet 1943, il forme dès la fin de 1942 le projet d'« une autre anthologie, mais dont les œuvres seraient signées et la publication absolument normale », réunissant « tout ce que la France avait de plus illustre dans les différentes expressions de la littérature ». Il s'agissait de « faire assumer collectivement à la littérature française l'honneur de l'insoumission » : « ce qui devait alors faire manifeste, c'était la quantité d'écrivains représentatifs rassemblés ». 
Le projet aboutit à la « conception d'un recueil de textes dont le monde nazi (ou vichyste) serait tout simplement absent, comme si l'Histoire tenait déjà pour nul et non avenu ce petit accident de son cours et enchaînait sur un passé où il n'existait pas, un futur où il ne figurerait pas davantage ». Il devait s'agir de « l'art de la littérature (...) et non d'un outil fabriqué pour répondre à la littérature de complaisance de la Collaboration ».
« Si l'on devait établir les sources de ces textes et les classer selon leur origine, on pourrait considérer que l'activité de Messages en avait apporté une vingtaine, Paulhan presque autant et Éluard une quinzaine. François Lachenal s'était arrangé pour en trouver deux en Suisse», dont un poème de Pierre Jean Jouve, et deux en France, de Louis Martin-Chauffier et de Jean Cassou. Le recueil réunit sous le titre Domaine Français, avec une présentation de Lescure, 57 noms et comptera 446 pages. S'ouvrant, à la demande d'Éluard, sur des poèmes d'Aragon (La rose et le réséda), le recueil, composé de quatre parties, présente dans les deux premières, autour de « l'idée France » et de la langue française, des textes de François Mauriac, Pierre Jean Jouve (reprise de Le Bois des Pauvres), Albert Camus (extrait de La Peste), Loys Masson, Jean-Paul Sartre (L'Âge de raison), Pierre Seghers, Elsa Triolet, Jean Cassou puis de Claudel, Guillevic, Charles Vildrac, Jean Cayrol, Georges Hugnet, Georges Lambrichs, Pierre Emmanuel, Henri Michaux... 
La troisième partie de « Domaine français » réunit plus particulièrement les familiers de Messages, Paulhan, Éluard, Queneau, Tardieu, Ponge, André Frénaud, Michel Fardoulis-Lagrange, Bataille, Leiris, Lescure et Bachelard. La dernière, revendiquant l'héritage spirituel des auteurs classiques et modernes de l'histoire française, rassemble sur Christine de Pisan, Descartes, Diderot, Stendhal, Nerval, Baudelaire, Rimbaud, Mallarmé, Maupassant, Zola, Péguy, Proust, Sartre, Éluard, Picasso, des études de Gide, Valéry, Benjamin Fondane, Georges Duhamel, Philippe Soupault, Romain Rolland, Ferdinand Alquié ... L'ouvrage s'achève sur un poème de Saint-Pol-Roux, transmis par Éluard. Malraux et Char, engagés dans les maquis, ne purent figurer au sommaire, ni Roger Martin du Gard, ni Reverdy..
En juillet 1943 Lescure décide de faire imprimer « Domaine Français » en Suisse où François Lachenal, attaché auprès de l'ambassade de Suisse à Vichy, lui a fait connaître les Éditions des Trois Collines. Le 3 septembre il lui remet à Vichy l'essentiel du manuscrit, daté du 23 août, confié aux ministres de Hongrie, S. E. Bakasch Besseniey, et de Roumanie, S. E. Hiott, qui acheminent jusqu'à Genève « les papiers que des attachés d'ambassade avaient placées dans leurs valises ». L'ouvrage, imprimé dans les derniers jours de décembre 1943, en est à sa cinquième édition en avril 1944, dépasse les dix éditions avant la libération de Paris et connaîtra seize éditions en plus d'une année. L'édition originale précise en sous-titre de couverture Un Manifeste des lettres d’aujourd’hui.
« Je crois que les services de la police allemande ont été assez astucieux en me laissant faire ce travail de rassemblement, tranquillement jusqu'à Domaine français où ils ont pu considérer que j'avais rassemblé tout le monde, que je ne ferais pas mieux et où ils ont entrepris de s'occuper de moi. Je me demande parfois si je n'ai pas ainsi servi d'indicateur et de rabatteur à une police remarquable, qui - si le débarquement avait été retardé d'un an - fut sans doute parvenue à écraser la résistance littéraire. », observera Lescure quarante ans plus tard.

## Messages 1944
Avant même la transmission des textes de « Domaine français » en Suisse, un nouveau cahier est en préparation dès le début de 1943, intitulé Sources de la Poésie, qui, en marge de toute dérive politique, ramène Messages à sa vocation initiale, en s'efforçant, alors que « la rhétorique de propagande envahissait de ses discours toute la poésie bien-pensante », « de faire en sorte que tout y échappe aux circonstances, ou les transcende. » « Il suffisait de continuer à montrer que notre adhésion à la Résistance était fondée sur l'identité que nous reconnaissions entre liberté et poésie, de sorte que l'une n'allait pas sans l'autre. Le parti que nous prenions de défendre d'abord la poésie nous rangeait quasi essentiellement dans les rangs de ceux qui, contre le nazisme, affirmaient une invincible vocation de liberté. »
Ce premier cahier de 1944, achevé d'imprimer le 12 janvier, s'ouvre sur un texte important,« Clef de la poésie », que Jean Paulhan ne souhaite pas signer, « pas plus qu'on ne signerait un théorème », écrit-il. Le sommaire présente un poème d'Apollinaire, des textes de Ponge, Éluard, Queneau, André Souris, Leiris, Tardieu et Lescure. Quelques mois plus tard, en mai, un tract communiste, vraisemblablement rédigé par Jean Marcenac et décidé malgré l'opposition de Claude Morgan, s'attaque vivement à Sartre, Camus, Frénaud et Lescure, dénonce leur prétention à la Résistance et à la clandestinité, ce qui équivaut à « une simple dénonciation à la Gestapo ».

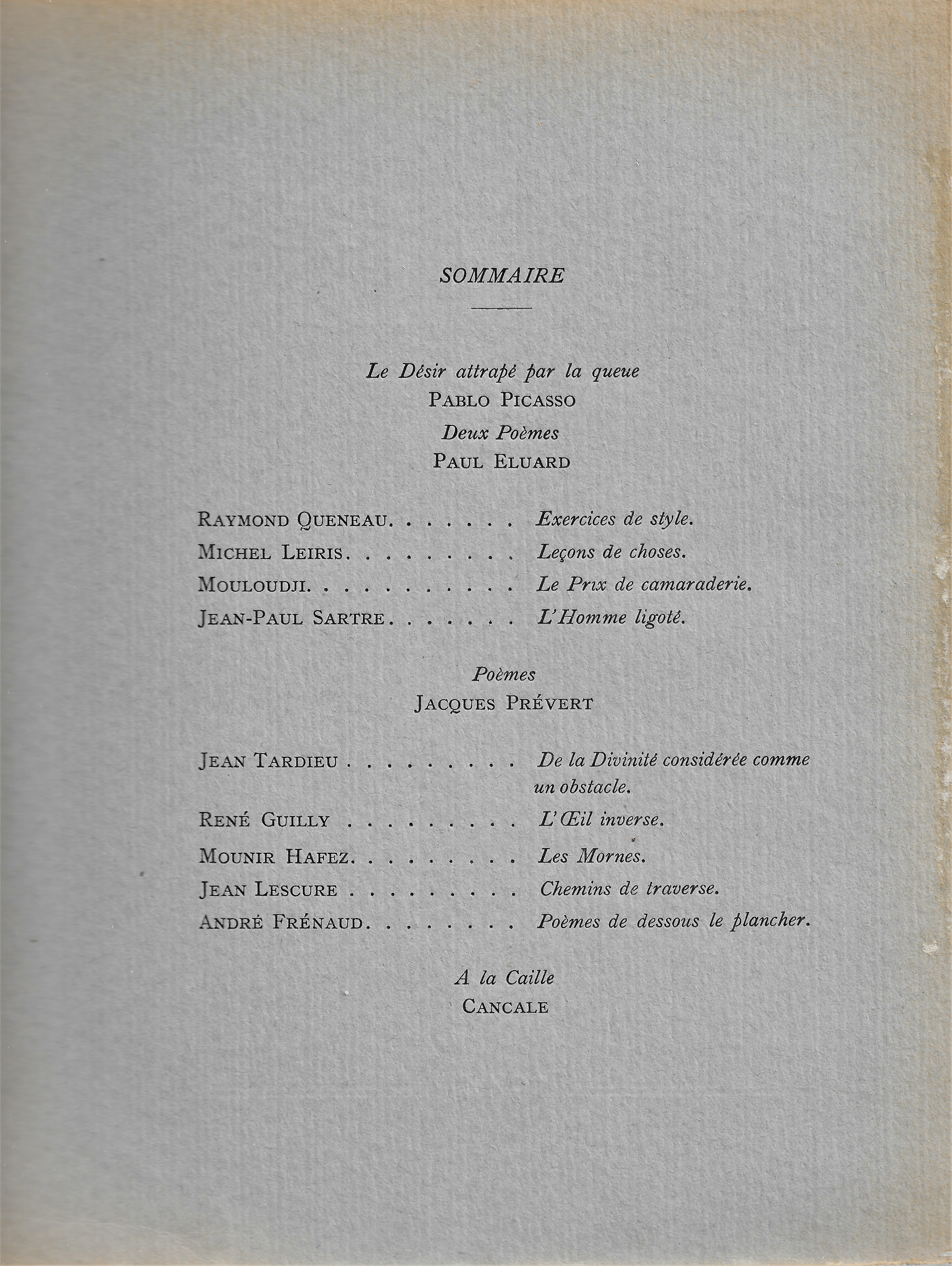
Messages 1944, II, sommaire

Pour ne pas interrompre trop longtemps, par la mise au point d'un nouveau cahier collectif, les manifestations de Messages, les deux publications suivantes sont des livres d'un seul auteur, L'Archangélique de Georges Bataille, daté du 30 avril 1944, puis Volonté d'impuissance de Michel Fardoulis-Lagrange, du 15 juin 1944, avec une préface de Leiris (reprise dans Brisées en 1992) et des hors texte d'Ubac, qui constitue le dixième cahier de Messages depuis sa création.
Un deuxième numéro de Messages, Risques et Travaux, est simultanément mis en place à partir de février mais « dès le mois d'avril, nous ne songeâmes plus guère à Messages. La clandestinité était notre lieu de travail et les tracts notre moyen. Nous savions proche le débarquement. » Sous le titre Risques, Travaux et Modes il ne sera imprimé que le 15 avril 1945, présentant Le Désir attrapé par la queue de Picasso, des poèmes d'Éluard, de nouveaux Exercices de style de Queneau, des textes de Leiris, Mouloudji, Sartre (sur Jules Renard), Pierre Prévert, Tardieu, Desnos, Chemins de traverse (extraits de La Plaie ne se ferme pas) de Lescure, des Poèmes de dessous le plancher de Frénaud. 
Est annoncé en préparation un cahier collectif intitulé Commune mesure qui ne sera pas réalisé.

## Messages 1946

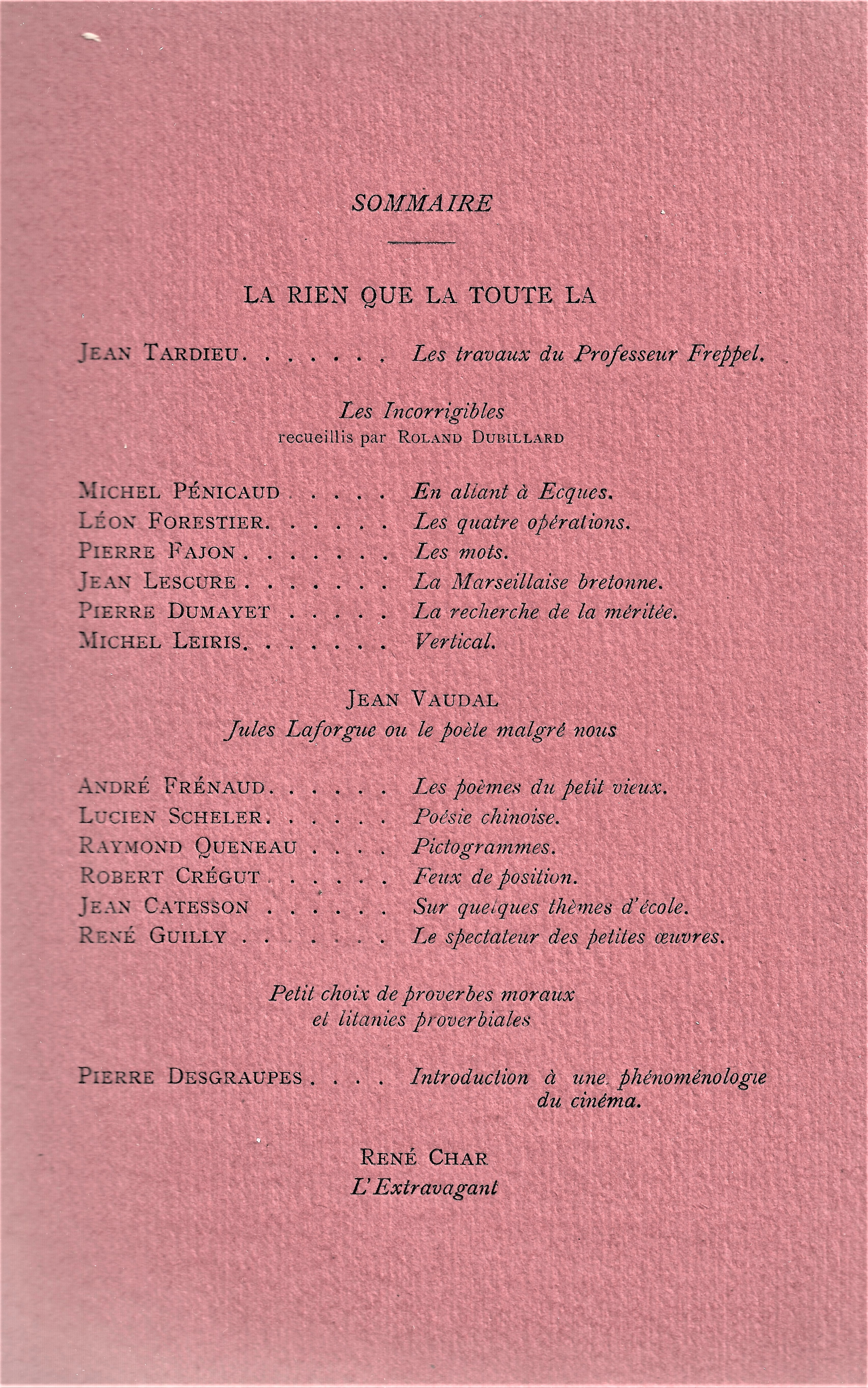
Messages 1946, sommaire

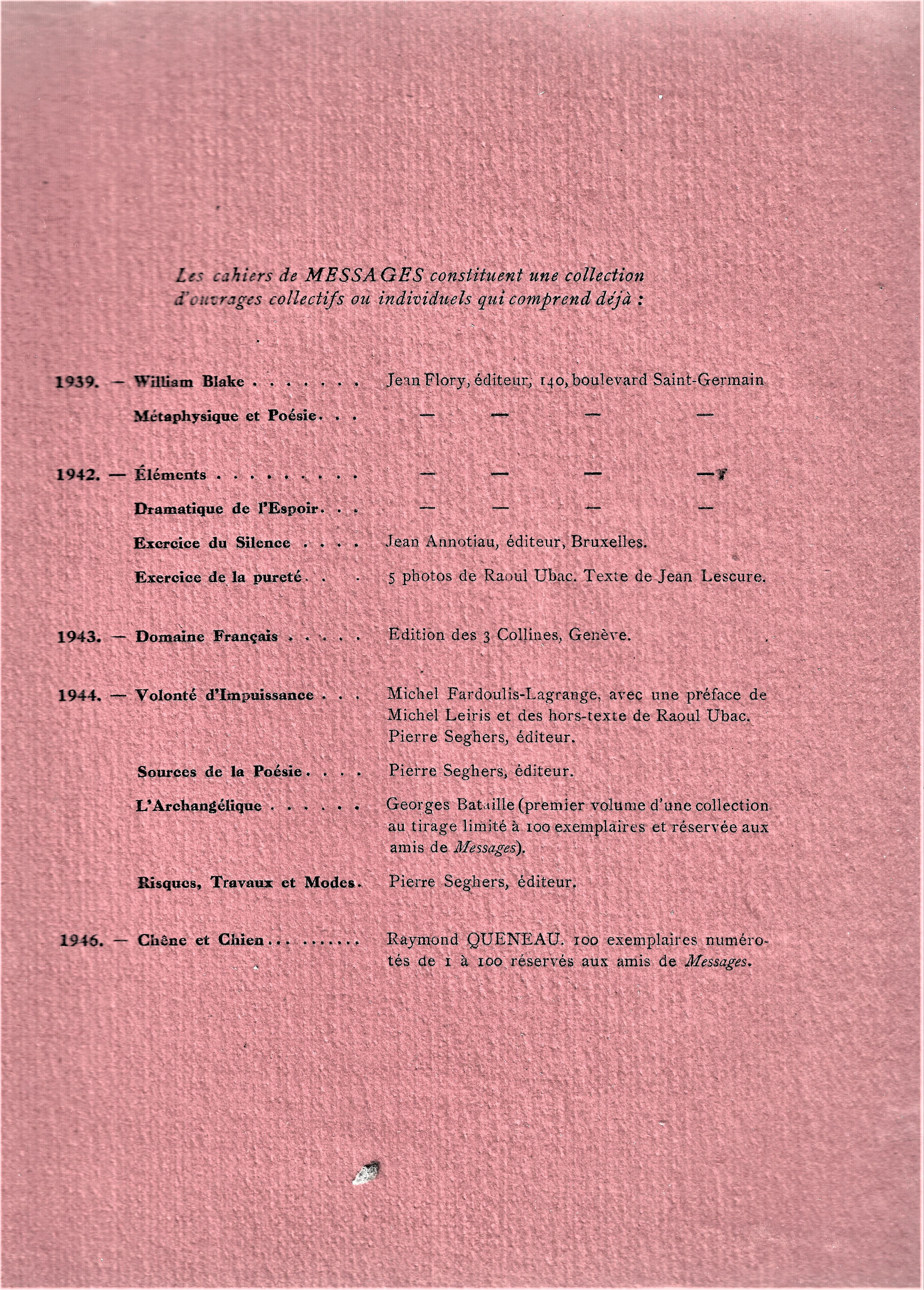
Messages 1946, publications précédentes

« S'il était vrai que du 19 au 25 août [1944] nous avions connu une exaltation quasi religieuse, un bonheur fou, un amour sans bords, que nous avions cru que c'était arrivé, que, la France enfin rassemblée, les temps de la liberté étaient venus, nous devions consentir que la fête était presque aussitôt retombée » écrit Jean Lescure en 1998 : « la surenchère dans la docilité s'affichait liberté. La lâcheté s'habillait en courage. Les règlements de compte en justice ». « Je n'avais plus le cœur à poursuivre l'aventure de Messages », se souvient-il. 
Il a cependant l'occasion en janvier 1946 de transformer en douzième titre une partie de l'édition de Chêne et Chien, restituée à Queneau par l'éditeur qui s'apprêtait à la mettre au pilon.
Daté d'octobre Les Mots et les signes constitue le dernier cahier, double, de Messages dont le nouveau comité de rédaction, Frénaud, Leiris, Queneau et Lescure, s'enrichit de la présence de René Char. Des textes de François Le Lionnais, Tardieu et Roland Dubillard, de Lescure, Pierre Dumayet, Pierre Desgraupes, Leiris et Lucien Scheler y côtoient notamment Les Poèmes du petit vieux de Frénaud, les Pictogrammes de Queneau. C'est sur L'Extravagant, poème de Char, que s'achève l'histoire de Messages, « une histoire de littérature, l'histoire d'un moment de la poésie dans l'Histoire, la rencontre inattendue », écrira Lescure, « d'un concept métaphysique, d'un thème lyrique et d'une passion politique sous le même nom de liberté ».
Raymond Queneau note dans son Journal que Jean Lescure souhaitait en 1954 recommencer Messages (avec lui-même, Bachelard, Jean Cayrol, Frénaud et Georges-Emmanuel Clancier) mais le projet n'aboutit pas.
Les archives de Messages, manuscrits et correspondances, ont été léguées en 1998 par Jean Lescure à l'IMEC.

## Jugements
- « Messages est une revue dirigée. Sans manquer de composer avec la lame, elle poursuit un but. Grâce en soit rendue à M. Jean Lescure et à ses collaborateurs. De toutes les revues nées depuis l'armistice, je la tiens pour celle qui est la mieux tenue, qui a le plus de tenue. Et, bien sûr, je ne parle pas seulement de la qualité des textes publiés, mais de son esprit. »

Max-Pol Fouchet, 1942
- « C'est à l'endroit même où la z[one] occupée se tait que Messages commence de parler. C'est une grande tâche. »

Jean Paulhan, 1942
- « Il me paraît que Messages a rempli une fonction importante. Comment dire? Il n'a pas été aliéné, si peu que ce soit, par la position politique de ses membres, mais il a maintenu la liberté inventive de la littérature qui doit continuer à s'interroger et à se contester pour ce faire. Il a refusé avec plus de netteté que toutes autres revues de l'époque ce qui devait devenir le côté rétrograde et patriotard qui mena Aragon à l'apologie de la rime et du sonnet ».

André Frénaud

### Sources
: document utilisé comme source pour la rédaction de cet article.
- Lucien Scheler, La Grande Espérance des poètes, 1940-1945, Paris, Temps actuels, 1982, 388 p.  (ISBN 2201015694)
- Gerhard Landes, « L'Honneur des poètes », « Europe », Geschichte und gedichte, Zur Lyrik der Résistance, Focus Verlarg, Giessen, 1985, 162 p. [Entretien avec Jean Lescure, texte en français, p. 135-148].
- François Lachenal, Éditions des Trois Collines, Genève-Paris, IMEC Éditions, Paris, 1995, 168 p.  (ISBN 2908295261)
- Jean Lescure, Poésie et Liberté, Histoire de Messages, 1939-1946, Paris, Éditions de l’IMEC, 1998, 472 p. (ISBN 2908295385). .
- Archives des années noires. Artistes, écrivains et éditeurs, documents réunis et présentés par Claire Paulhan et Olivier Corpet, préface de Jérôme Prieur, Institut Mémoires de l'édition contemporaine, Paris, 2004, 144 p.  (ISBN 2908295717)
- « Les Lettres françaises et Les Étoiles dans la clandestinité, 1942-1944 », présentées par François Eychart et Georges Aillaud, Paris, Le cherche midi, 2008, 284 p.  (ISBN 9782749112299)
- Robert O. Paxton, Olivier Corpet et Claire Paulhan, Archives de la vie littéraire sous l'Occupation, À travers le désastre, Éditions Taillandier et les Éditions de l'IMEC, 2009, 448 p.  (ISBN 978-2-84734-585-8) (p. 242, 256-259, 262 et 428)